# カンナビノイド悪阻症候群
カンナビノイド悪阻症候群（カンナビノイドあくそしょうこうぐん、Cannabinoid hyperemesis syndrome, CHS ）は、大麻の使用により起こる再発性の吐き気、嘔吐、けいれん性の腹痛である。これらの症状は、熱いシャワーやお風呂に入ると一時的に改善されることがある。合併症には、腎不全、電解質の異常、お湯による皮膚のやけどなどがあげられる。CHSに関連する死亡報告件数は少なくても２件報告されている。
一般的にCHSが発生するには、週一回ほどの大麻使用頻度が必要とされる。根本的な機序は不明であり、いくつかの可能性があげられている。診断は症状に基づいて行われる。診断が下されるしばらく前にも症状がみられるのが一般的である。CHSの症状に似ている別の症状には周期性嘔吐症候群がある。
絶対的な治療には、大麻の使用をやめることが含まれる。治療の効果が確認されるまでに最長2週間かかる場合がある。嘔吐の最中は、一般的に対症療法による治療が行われる。急性エピソード中の患者の腹部にカプサイシンクリームを使用する治療には暫定的な有効性がみられる。
CHSの罹患者数は不明である。反復性嘔吐で米国の救急科に来診する人のうち約6％がCHSである。CHSは2004年に最初に解説され、2009年に簡略化された診断基準が発表された。